# Алтайское (Табунский район)
Алтайское — село в Табунском районе Алтайском крае, административный центр Алтайского сельсовета. Основано в 1954 году.
Население — 1428 (2013)

## История
Основано в 1954 году как центральная усадьба зернового совхоза «Алтай», созданного в период освоения целины. Среди первых прибывших сюда целинников были русские, украинцы и много немцев. Раньше совхоз «Алтай» состоял из 12 отделений, таких, как Граничный, Каутовка, Цветочное, Екатериновка, и других. Сейчас в состав акционерного общество «Алтай» входит 5 отделений: Центральное, Алтайское, Алексанровское, Камышенское, Граничное.

## Физико-географическая характеристика
Село расположено в пределах Кулундинской равнины, относящейся к Западно-Сибирской равнине, в 7,4 км к юго-востоку от озера Большое Яровое. Село-спутник районного центра села Табуны, на высоте 128 метров над уровнем моря. Рельеф местности — равнинный, село окружено полями. Распространены каштановые и тёмно-каштановые почвы.
По автомобильным дорогам расстояние до районного центра села Табуны — 3 км (до центра села), до краевого центра города Барнаула — 410 км.
Климат
Климат умеренный континентальный (согласно классификации климатов Кёппена-Гейгера — тип Dfb). Среднегодовая температура положительная и составляет +2,0° С, средняя температура самого холодного месяца января − 17,1 °C, самого жаркого месяца июля + 20,5° С. Многолетняя норма осадков — 294 мм, наибольшее количество осадков выпадает в июле — 52 мм, наименьшее в марте — по 12 мм

## Население
| 1997  | 1998  | 1999  | 2000  | 2001  | 2002  |
| ----- | ----- | ----- | ----- | ----- | ----- |
| 1563  | →1563 | ↗1600 | ↘1555 | ↘1425 | ↘1416 |
| 2003  | 2004  | 2005  | 2006  | 2007  | 2008  |
| ↗1512 | ↘1486 | ↘1473 | ↗1526 | ↘1515 | ↘1467 |
| 2009  | 2010  | 2011  | 2012  | 2013  |       |
| ↗1524 | ↘1387 | ↘1381 | ↗1389 | ↗1428 |       |

Национальный состав
Согласно результатам переписи 2002 года, в национальной структуре населения русские составляли 67 %.